# Epiphragma phaeoxanthum
Epiphragma phaeoxanthum är en tvåvingeart som beskrevs av Alexander 1944. Epiphragma phaeoxanthum ingår i släktet Epiphragma och familjen småharkrankar.
Artens utbredningsområde är Ecuador. Inga underarter finns listade i Catalogue of Life.